# Rubia pauciflora
Rubia pauciflora là một loài thực vật có hoa trong họ Thiến thảo. Loài này được Boiss. miêu tả khoa học đầu tiên năm 1843.